# Ileu
Ileu (Oileu), na mitologia grega, foi um argonauta e rei da Lócrida. Seus filhos se chamaram Ájax e Medonte. Sua mulher era Eriópide.